# Bitwa pod Mariampolem

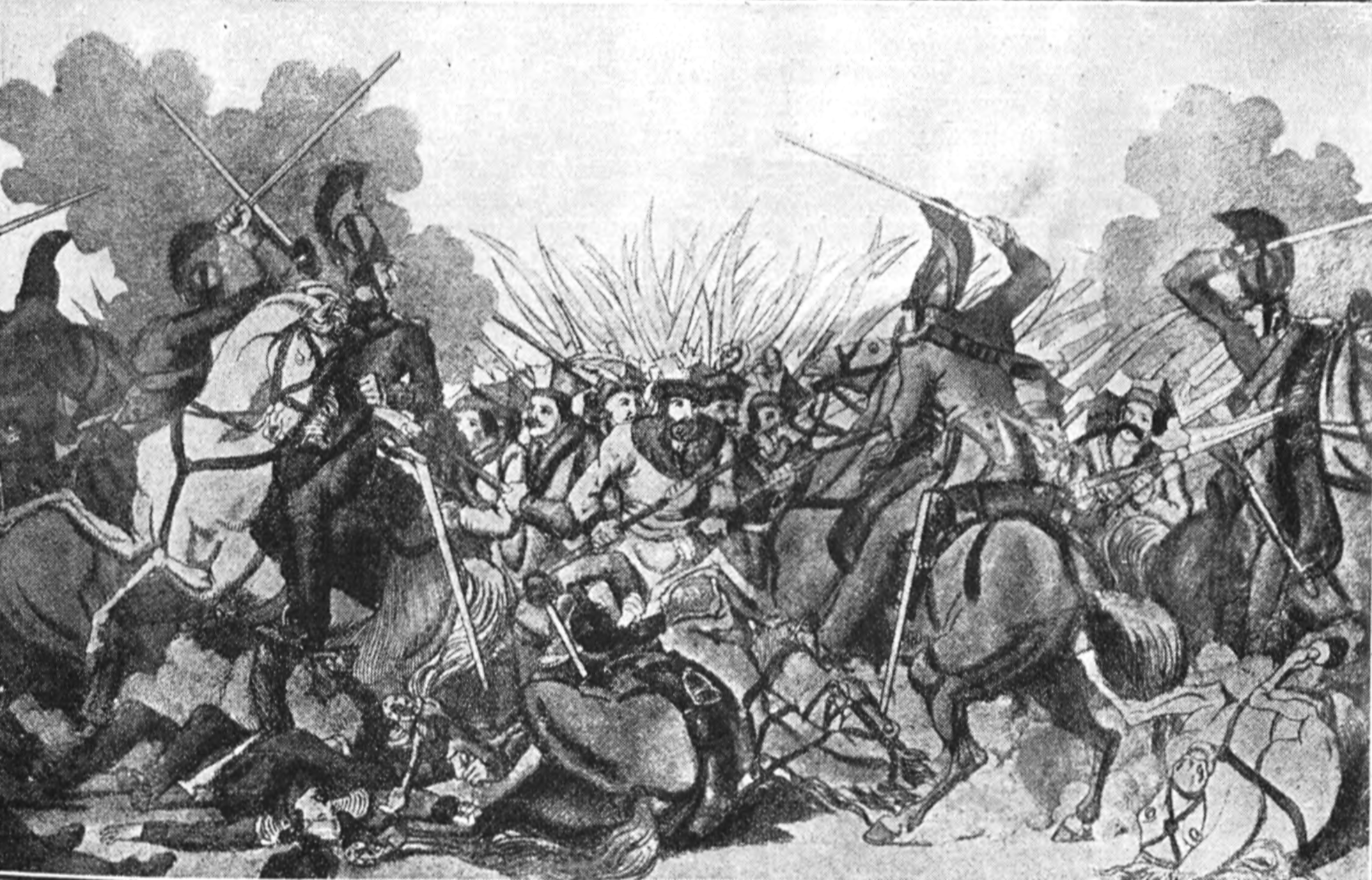
Bitwa pod Mariampolem

Bitwa pod Mariampolem – nieudany atak polskich partii powstańczych na Mariampol 22 kwietnia 1831 w czasie powstania listopadowego.
Atak na miasto przeprowadzony przez połączone oddziały Antoniego Puszeta, majora Karola Szona i kapitana Józefa Szperlińskiego zakończył się klęską powstańców. Połączone oddziały polskie zostały rozbite a Szon i Szperliński dostali się do rosyjskiej niewoli i zostali straceni. Puszet zmuszony został do odejścia za Niemen.